# Salim Ghazi Saeedi
Salim Ghazi Saeedi (ur. 1981) – irański kompozytor i gitarzysta w rozmaitych gatunkach od metalu progresywnego i jazz-rocka do awangardowej kameralnej muzyki poważnej, rocka progresywnego elektronicznego i Rock in Opposition (RIO). Jednak niektórzy krytycy wolą nazwę art rock i rozpoznawają w muzyce minimalistyczny elementy.

## Życiorys
Salim Ghazi Saeedi urodził się w 1981 roku w Teheranie, Iran. W 1999 roku rozpoczął samodzielną naukę gry na gitarze i komponowanie muzyki. Z zespołem Arashk skomponował trzy albumy: „Abrahadabra” (2006), „Sovereign” (2007) i „Ustuqus-al-Uss” (2008). W 2010 roku wydał swój czwarty album „Iconophobic” jako jednoosobowy zespół, w którym pełnił rolę kompozytora, gitarzysty, klawiszowca, perkusisty, muzyka miksującego i producenta. W 2011 roku opublikował „Human Encounter”.
Niektórzy krytycy porównali jego muzykę do Univers Zero, Art Zoyd, John Zorn, Patrick O'Hearn, Mike Oldfield, Sufjan Stevens and The Enid, Djam Karet and Birdsongs of the Mesozoic, David Bedford, Richard Pinhas, ZNR, Mecano, Present, Aranis, i całej belgijskiej kameralnej sceny rockowej. Magazyn „Harmonie” porównał jego grę na gitarze z grą Roberta Frippa z zespołu King Crimson.
Jego albumy są albumy konceptualnymi, zawierającymi elementy muzyki poważnej i elektronicznej oraz rocka progresywnego ze zróżnicowanym wykorzystaniem instrumentów. Sam opisuje siebie jako „wiecznego improwizatora ... zarówno w wykonywaniu, jak i w komponowaniu”.

## Dyskografia
Solo:
- namoWoman (2012) – Kompozytor, Wykonawca
- Human Encounter – Salim Ghazi Saeedi (2011) – Kompozytor, Wykonawca
- Iconophobic – Salim Ghazi Saeedi (2010) – Kompozytor, Wykonawca

W zespole Arashk:
- Ustuqus-al-Uss – Arashk (2008) – Kompozytor, Wykonawca
- Sovereign – Arashk (2007) – Kompozytor, Wykonawca
- Abrahadabra – Arashk (2006) – Kompozytor, Wykonawca

We współpracy:
- [Singiel] When There is More Beauty in the Contrary – Negar Bouban i Salim Ghazi Saeedi (2011) – Współkompozytor, Wykonawca''

## Wpływy muzykalne
Jego główne inspiracje to Jeff Beck i Thelonious Monk. Salim mówi o swym stylu muzyki: „Nigdy nie podejmowałem decyzji, że będę komponować w gatunku progresywnym. Słucham po prostu bardzo różnej muzyki... Może właśnie w ten sposób powstaje gatunek progresywny. Ty uwalniasz swój umysł, a to staje się progresywne!”